# Kurung Kumey
Der Distrikt Kurung Kumey ist ein Distrikt im indischen Bundesstaat Arunachal Pradesh. Sitz der Distriktverwaltung ist Koloriang. Der zugehörige Hierarchische Administrative Subdivision-Code (HASC) lautet: IN.AR.KK.

## Geschichte
Die McMahon-Linie schlug das Gebiet Britisch-Indien zu und es wurde von Assam aus verwaltet. Da die Chinesen die Shimla-Konvention im Jahr 1914 nicht unterschrieben hatten, betrachten sie das Gebiet als Teil Tibets (Südtibet) und somit Chinas. Die Briten und danach die Inder verwalteten das Gebiet als Teil der North-East Frontier Tracts (ab 1951 North-East Frontier Agency). Es war bis 1948 Teil des 1919 gegründeten Balipara Frontier Tracts und dieses Gebiet trug später den Namen Subansiri Area. Nach der Unabhängigkeit Indiens wurde diese Agency in Subansiri Frontier Division umbenannt. Seit einer weiteren Umbenennung am 1. September 1965 trug dieses Gebiet den Namen Distrikt Subansiri. Die sich widersprechenden Gebietsansprüche führten 1962 zum Indisch-Chinesischen Grenzkrieg und der kurzzeitigen Besetzung durch die Volksrepublik China. Am 13. Mai 1980 spaltete sich der Distrikt Subansiri in die beiden Distrikte Lower Subansiri und Upper Subansiri auf. Das Gebiet des heutigen Distrikts wurde Teil des Distrikts Lower Subansiri. Der Norden dieses Gebiets trennte sich am 1. April 2001 durch Abspaltung vom Distrikt Lower Subansiri und wurde zum Distrikt Kurung Kumey. Im Jahr 2015 spalteten sich die sieben östlichen Circles ab und es entstand der neue Distrikt Kra Daadi.

## Geografie
Der Distrikt Kurung Kumey liegt im Westen von Arunachal Pradesh. Der Distrikt grenzt im Norden und Osten an den Distrikt Kra Daadi, im Süden an den Distrikt Papum Pare, im Südwesten und Westen an den Distrikt East Kameng sowie im Nordwesten an Tibet. Die Fläche des Distrikts Kurung Kumey beträgt seit der Abspaltung des Distrikts Kra Daadi noch 4031 km². Das Gebiet teilt sich fast ganz in Hochgebirge mit Gletschern an der Grenze zu Tibet einerseits und bewaldetes Bergland im Rest des Distrikts andererseits ein. Nur einzelne Flächen in den Tälern rund um die Orte sind gerodet.

## Bevölkerung

### Übersicht
Nach der Volkszählung 2011 hat der Distrikt in den heutigen Grenzen 45.372 Einwohner. Bei 11,3 Einwohnern pro Quadratkilometer ist der Distrikt sehr dünn besiedelt. Die Bevölkerungsentwicklung ist typisch für Indien. Zwischen 2001 und 2011 stieg die Einwohnerzahl um 83,9 Prozent. Seit Jahrzehnten ist der Hauptgrund für die starke Bevölkerungszunahme die Zuwanderung. Der Distrikt ist stark ländlich geprägt und hat eine weit unterdurchschnittliche Alphabetisierung. Es gibt keine Dalits (scheduled castes), aber sehr viele Angehörige der anerkannten Stammesgemeinschaften (scheduled tribes).

### Bevölkerungsentwicklung
Wie überall in Indien wächst die Einwohnerzahl im Distrikt Kurung Kumey seit Jahrzehnten stark an. Die Zunahme betrug in den Jahren 2001–2011 rund 84 Prozent (83,88 %). In diesen zehn Jahren nahm die Bevölkerung um rund 20.700 Menschen zu. Grund für den Bevölkerungszuwachs ist die Zuwanderung aus anderen Gebieten Indiens und aus Nepal. Die genauen Zahlen verdeutlicht folgende Tabelle:

### Bedeutende Orte
Im Distrikt gibt es mit dem Hauptort Koloriang nur einen Ort, der als Stadt (town oder census town) gilt. Deshalb ist der Anteil der städtischen Bevölkerung im Distrikt sehr tief. Denn nur 2345 der 45.372 Einwohner oder 5,17 % leben in städtischen Gebieten.

## Bildung
Trotz bedeutender Anstrengungen ist das Ziel der vollständigen Alphabetisierung noch weit entfernt. Es bestehen starke Unterschiede bei der Alphabetisierung zwischen den Geschlechtern und der Stadtbevölkerung und der Einwohnerschaft auf dem Land. Während mehr als 3 von 4 männlichen Personen unter der Stadtbevölkerung lesen und schreiben können, liegt die Alphabetisierung der weiblichen Landbevölkerung bei 2 von 5 Personen. Den Stand der Alphabetisierung zeigt die folgende Tabelle:
| Alphabetisierung im Distrikt Kurung Kumey |                   |                   |
| Einheit                                   | Volkszählung 2011 | Volkszählung 2011 |
| Einheit                                   | Anzahl            | Anteil            |
| GESAMT                                    | 16.889            | 45,96 %           |
| Männer                                    | 9320              | 51,45 %           |
| Frauen                                    | 7569              | 40,62 %           |
| STADT GESAMT                              | 1307              | 69,45 %           |
| Stadt-Männer                              | 772               | 77,05 %           |
| Stadt-Frauen                              | 535               | 60,80 %           |
| LAND GESAMT                               | 15.582            | 44,69 %           |
| Land-Männer                               | 8548              | 49,95 %           |
| Land-Frauen                               | 7034              | 39,62 %           |
| Quelle: Ergebnis der Volkszählung 2011    |                   |                   |

## Verwaltungsgliederung
Der Distrikt ist 2021 in die neun Circles (Kreise) Damin, Koloriang, Nyapin, Nyobia (entstand nach 2011), Patuk (entstand nach 2011), Phassang, Polosang (entstand nach 2011), Sangram und Sarli eingeteilt. Der 2011 bestehende Circle Parsi-Parlo ist in neuen Circles aufgegangen.